# Damon Knight
Damon Knight, född 19 september 1922 i Baker City i Oregon, död 15 april 2002 i Eugene i Oregon, var en amerikansk science fiction-författare, -redaktör och -kritiker. Han växte upp i Hood River i Oregon. Han blev i ung ålder en del av science fiction-fandom och kom att bli aktiv i science fiction-klubben Futurians i New York. Han var inledningsvis tecknare, och var under en lång tid under sin karriär verksam både som tecknare och författare. Han debuterade 1941 med novellen "Resilience", som trycktes i tidskriften Stirring Science Fiction Stories. 1943 fick han anställning som redaktionsassistent vid pulptidskriftsförlaget Popular Publications, och kom under fyrtio- och början femtiotalet huvudsakligen att arbeta som redaktör och kritiker. Det var som kritiker han inledningsvis hade störst inflytande på genren; Knight betraktas allmänt som en föregångare inom science fiction-kritiken. Under femtiotalet fick han sitt genombrott som författare, och det är för de noveller han producerade vid den tidsperioden som hans författarskap är mest ihågkommet. Knight var också den huvudsakliga kraften bakom grundandet av författarorganisationen SFWA, och var under dess första år dess ordförande.
Knight var gift med science fiction-författaren Kate Wilhelm.